# Coryphospingus pileatus
El soldadito capirotado, granero cabecita de fósforo (en Venezuela),  cardonero coronirrojo o cabecita de fósforo (en Colombia) (Coryphospingus pileatus) es una especie de ave paseriforme de la familia Thraupidae, una de las dos pertenecientes al  género Coryphospingus. Es nativo del norte y este de América del Sur.

## Distribución y hábitat
Se distribuye en tres áreas disjuntas: en el noreste de Colombia y norte de Venezuela; en los valles andinos del centro de Colombia; y en el centro y este de Brasil. Registrado como accidental en la Guayana Francesa.
Esta especie es considerada poco común a localmente común en sus hábitats naturales: los matorrales áridos y bosques bajos y los bordes arbustivos de bosques caducifolios y semi-húmedos, de sabanas, cerrados y caatingas, entre el nivel del mar y 1600 m de altitud.

## Descripción
Mide unos 13 cm de longitud. El macho tiene un penacho rojo escarlata encendido con borde en V negro azulado, que abre cuando está excitado; su píleo es negruzco. Sus partes superiores son grises y las partes inferiores son blancuzcas con matices grisáceos en el pecho y los lados y tiene anillo ocular blanco. La hembra en cambio presenta las partes superiores color marrón, carece de copete rojo y negro y tiene las partes inferiores blancuzcas con estrías grises.

## Alimentación
Es principalmente granívoro. Además come insectos y otros artrópodos.

## Reproducción
Construye un nido en forma de cuenco, semiesférico. La hembra pone entre tres y cinco huevos. Los polluelos nacen después de 13 días de incubación.

## Sistemática

### Descripción original
La especie C. pileatus fue descrita por primera vez por el naturalista alemán Maximilian zu Wied-Neuwied en 1821 bajo el nombre científico Fringilla pileata; su localidad tipo es: «Barra de Vareda, Río Pardo, sur de Bahía, Brasil».

### Etimología
El nombre genérico masculino Coryphospingus se compone de las palabras del griego «koruphē»: corona de la cabeza, y «σπιγγος spingos» que es el nombre común del ‘pinzón vulgar’; y el nombre de la especie «pileatus» del latín que significa ‘de gorra’.

### Taxonomía
Los amplios estudios filogenéticos recientes de Burns et al. (2014) confirman que la presente especie es hermana de Coryphospingus cucullatus. Algunos autores en el pasado la colocaron en un género Lanio.

### Subespecies
Según las clasificaciones del Congreso Ornitológico Internacional (IOC) y Clements Checklist/eBird v.2019 se reconocen tres subespecies, con su correspondiente distribución geográfica:
- Coryphospingus pileatus rostratus A.H. Miller, 1947 – valle árido del alto Magdalena, Colombia.
- Coryphospingus pileatus brevicaudus Cory, 1916 – noreste de Colombia sl norte de Venezuela; iclusive en la Isla Margarita.
- Coryphospingus pileatus pileatus (Wied-Neuwied), 1821 – centro y este de Brasil, desde Maranhão, Piauí y Ceará hasta São Paulo, al oeste hasta el este de Mato Grosso.[7]